# Neuropeptid
Neuropeptider er kemiske signaler i hjernen. Det er peptider (dvs. små proteinlignende molekyler), der produceres og udskilles af den ene neuron (nervecelle) og reagerer og påvirker en anden nervecelle, en kirtelcelle eller en muskelcelle. Oprindeligt er neuropeptider defineret som signalmolekyler, der udskilles og virker i hjernen og derigennem styrer kroppens aktivitet på bestemte måder i en bred vifte af hjernefunktioner, herunder smertestilling, belønning, sult, mæthedsfornemmelse, metabolisme, social adfærd inkl. sex, læring og hukommelse. Men andre signalmolekyler i nervesystemet, som oprindeligt blev opdaget i andre biologiske systemer, især kemokiner, vækstfaktorer og peptidhormoner, deler kendetegnene med klassiske neuropeptider og kan også betragtes som neuropeptider.
Der kendes 90 gener, der koder for mere end 100 neuropeptider inddelt i mange superfamilier. Inden for en superfamilie af neuropeptider kan der være meget små, men betydningsfulde forskelle mellem to neuropeptider. Et forstadie (precursor) kan rumme flere neuropeptider, og et neuropeptid kan reagere med flere receptorer. Specificiteten af et neuropeptid fremkommer ved alternativ splicing, proteolytisk efterbehandling og andre post-translationelle modifikationer.
Vincent du Vigneaud vandt i 1955 Nobelprisen i kemi for for at isolere, identificere strukturen og lave totalsyntese af det første cykliske peptid, neuropeptidet oxytocin.

## Neuropeptider vs peptidhormoner
Neuropeptider kan være så små molekyler som et tripeptid (bestående af tre aminosyrer se TRH), men de fleste neuropeptider består af mellem 10 og 40 aminosyrer.
Neuropeptider er relateret til peptidhormoner, og i nogle tilfælde har peptidhormoner også neuronale funktioner som neuropeptider. Sondringen mellem neuropeptid og peptidhormon har at gøre med de celletyper, der frigiver og reagerer på neuropeptidet. Neuropeptiderne dannes af og udskilles fra neuronale celler (primært neuroner, men også gliaceller for nogle peptider) og signallerer til naboceller (primært neuroner). I modsætning hertil udskilles peptidhormoner fra endokrine celler og transporteres bort gennem blodet til organer og væv, hvor de fremkalder et svar.
Neuropeptiderne syntetiseres ligesom proteiner og andre peptider. Det primære synteseprodukt er et forstadium, en precursor, et pro-neuropeptid eller et prepro-neuropeptid, der efterbehandles ved enzymatisk fraspaltning af en eller flere aminosyrer til det aktive neuropeptid. Nogle neuropeptider bliver ændret ved α-N-acetylering, α-amidering eller glutaminyl-cyklicering. Efterbehandlingerne kan være vævsspecifikke og modificerer eller ændrer et neuropeptids aktivitet.

## LDCV og exocytose
De sekretoriske granula, der transporterer neuropeptiderne kaldes på engelsk large dense core vesicle (LDCV) i modsætning til de små synaptiske vesikler med neurotransmitterne. Frigivelsen af de store vesikler og de små vesikler reguleres forskelligt.
Efter exocytose reagerer neuropeptider med neuropeptid-receptorer på nærliggende celler, og i modsætning til neurotransmitterne, som genbruges, så genbruges neuropeptiderne ikke efter reaktion med en receptor.

## Receptorer
Generelt virker neuropeptiderne på G-protein-koblede receptorer med en efterfølgende signaltransduktion, der har mange specifikke virkninger, se f.eks. opioid-receptoren; blandt andet regulering af genekspression, lokal blodstrøm, synaptogenese og cellemorfologi. Nogle neuropeptider har tendens til at have langvarig effekt, og nogle har slående virkninger på adfærden.

## Nogle neuropeptider
Neuropeptider findes i dyreriget i hvirveldyr, trævlemunde, sækdyr, leddyr, bløddyr, ledorme, rundorme, fladorme og nældecelledyr og kan inddeles i 65 neuropeptidfamilier.
Der kendes mere end 100 humane neuropeptider og mange lignende eller ens peptider med samme eller beslægtet funktion i dyr. Der kendes også en hel del dyriske neuropeptider med specifikke funktioner.
- Agouti-relateret peptid (AGRP)
- ACTH(1-13)NH2, opiomelanocortin, adrenocorticotrophic hormon (ACTH), samme precursor (POMP)
- β-endorphin, dynorphin og enkephaliner, nært beslægtede gener
- calcitonin og calcitonin-genrelateret peptid, alternativ splejsning
- Cholecystokinin
- Cocaine- and amphetamine-regulated transcript (CART)
- Corticotropin-releasing hormone (CRH), corticotropin-releasing factor (CRF) eller corticoliberin
- Dynorphin
- Enkephalin
- Galanin
- Glucagon-lignende peptid
- Neurotensin
- Neuropeptide Y
- Nociceptin
- Oxytocin
- Somatostatin
- Tachykinin, substance P, substance K, neurokinin A (NKA) og adskillige andre peptider, alternativ splejsning
- Thyrotropin-releasing hormone (TRH), thyrotropin-releasing factor (TRF) eller thyroliberin
- Vasoactive intestinal peptide eller vasoactive intestinal polypeptide (VIP)
- Vasopressin eller det antidiuretiske hormon (ADH), arginine vasopressin (AVP), argipressin, det første neuropeptid, der blev fundet.